# TEAD2
TEAD2 (англ. TEA domain transcription factor 2) – білок, який кодується однойменним геном, розташованим у людей на короткому плечі 19-ї хромосоми. Довжина поліпептидного ланцюга білка становить 447 амінокислот, а молекулярна маса — 49 243.
| 10         |  | 20         |  | 30         |  | 40         |  | 50         |
| ---------- |  | ---------- |  | ---------- |  | ---------- |  | ---------- |
| MGEPRAGAAL |  | DDGSGWTGSE |  | EGSEEGTGGS |  | EGAGGDGGPD |  | AEGVWSPDIE |
| QSFQEALAIY |  | PPCGRRKIIL |  | SDEGKMYGRN |  | ELIARYIKLR |  | TGKTRTRKQV |
| SSHIQVLARR |  | KSREIQSKLK |  | DQVSKDKAFQ |  | TMATMSSAQL |  | ISAPSLQAKL |
| GPTGPQASEL |  | FQFWSGGSGP |  | PWNVPDVKPF |  | SQTPFTLSLT |  | PPSTDLPGYE |
| PPQALSPLPP |  | PTPSPPAWQA |  | RGLGTARLQL |  | VEFSAFVEPP |  | DAVDSYQRHL |
| FVHISQHCPS |  | PGAPPLESVD |  | VRQIYDKFPE |  | KKGGLRELYD |  | RGPPHAFFLV |
| KFWADLNWGP |  | SGEEAGAGGS |  | ISSGGFYGVS |  | SQYESLEHMT |  | LTCSSKVCSF |
| GKQVVEKVET |  | ERAQLEDGRF |  | VYRLLRSPMC |  | EYLVNFLHKL |  | RQLPERYMMN |
| SVLENFTILQ |  | VVTNRDTQEL |  | LLCTAYVFEV |  | STSERGAQHH |  | IYRLVRD    |

A: Аланін

C: Цистеїн

D: Аспарагінова кислота

E: Глутамінова кислота

F: Фенілаланін

G: Гліцин

H: Гістидин

I: Ізолейцин

K: Лізин

L: Лейцин

M: Метіонін

N: Аспарагін

P: Пролін

Q: Глутамін

R: Аргінін

S: Серин

T: Треонін

V: Валін

W: Триптофан

Кодований геном білок за функцією належить до активаторів. 
Задіяний у таких біологічних процесах, як транскрипція, регуляція транскрипції, альтернативний сплайсинг. 
Білок має сайт для зв'язування з ДНК. 
Локалізований у ядрі.